# Barbara Harrisson
Barbara Harrisson (urodzona jako Barbara Veronika Gertrud Maria Elisabeth Güttler, ur. 20 maja 1922 r. w Złotym Stoku zm. 26 grudnia 2015 r. w Jelsum) – historyk sztuki pochodzenia niemiecko-brytyjskiego, miała też wkład naukowy w ochronę przyrody, primatologię, antropologię i archeologię.

## Edukacja i praca
Barbara urodziła się w Złotym Stoku, jako córka przedsiębiorcy górniczego i kolekcjonera sztuki Dr. Gerharta Güttlera oraz jego żony Clare. W 1926 roku rodzina przeprowadziła się ze Złotego Stoku do Berlina. Po ukończeniu szkoły średniej i odbyciu służby, w 1941 roku rozpoczęła studia z zakresu historii sztuki w Berlinie, ale po kilku tygodniach została powołana do służby wojskowej i pracowała podczas II wojny światowej jako sekretarka niemieckiego wywiadu wojskowego w Berlinie, Paryżu i Wrocławiu. Spośród jej trzech braci przeżył wojnę jedynie najmłodszy. Od 1945 roku pracowała we Frankfurcie dla koncernu IG Farben. W 1951 roku wyszła za mąż za Eberharda Friedricha Brüniga, który miał wykształcenie leśne.

## Kariera
Od 1953 roku jej rozwój zawodowy przeszedł zmiany. Podczas pobytów w Azji, Ameryce, Australii i ostatecznie z powrotem w Europie pracowała i nauczała w dziedzinach ochrony przyrody, primatologii, antropologii, archeologii i historii sztuki.

### Sarawak(Borneo)
W 1953 roku wyjechała z pierwszym mężem, Eberhardem Friedrichem Brünigiem, który podjął pracę w brytyjskiej służbie kolonialnej i później stał się ekspertem w dziedzinie leśnictwa tropikalnego,[3] do Kuching w Sarawak na Borneo. Tam zaczęła pracować dla kuratora Muzeum Stanowego Sarawak, Toma Harrissona, w 1956 roku wzięli ślub.

### Projekty ochrony zwierząt
Tom i Barbara Harrisson pracowali w szerokim spektrum działań, w tym projektów ochrony dla żółwi morskich i orangutanów blisko Parku Narodowego Bako. Barbara Harrisson stała się pionierem w podnoszeniu i rehabilitacji młodych orangutanów, którzy stracili matki i swoje siedlisko z powodu wylesiania - działania te doprowadziły później do utworzenia rezerwatów, takich jak Centrum Rehabilitacji Orangutanów w Sepilok na Sabah (od 1964 roku) i Park Narodowy Gunung Leuser na Sumatrze (od 1980 roku).

### Badania archeologiczne i antropologiczne

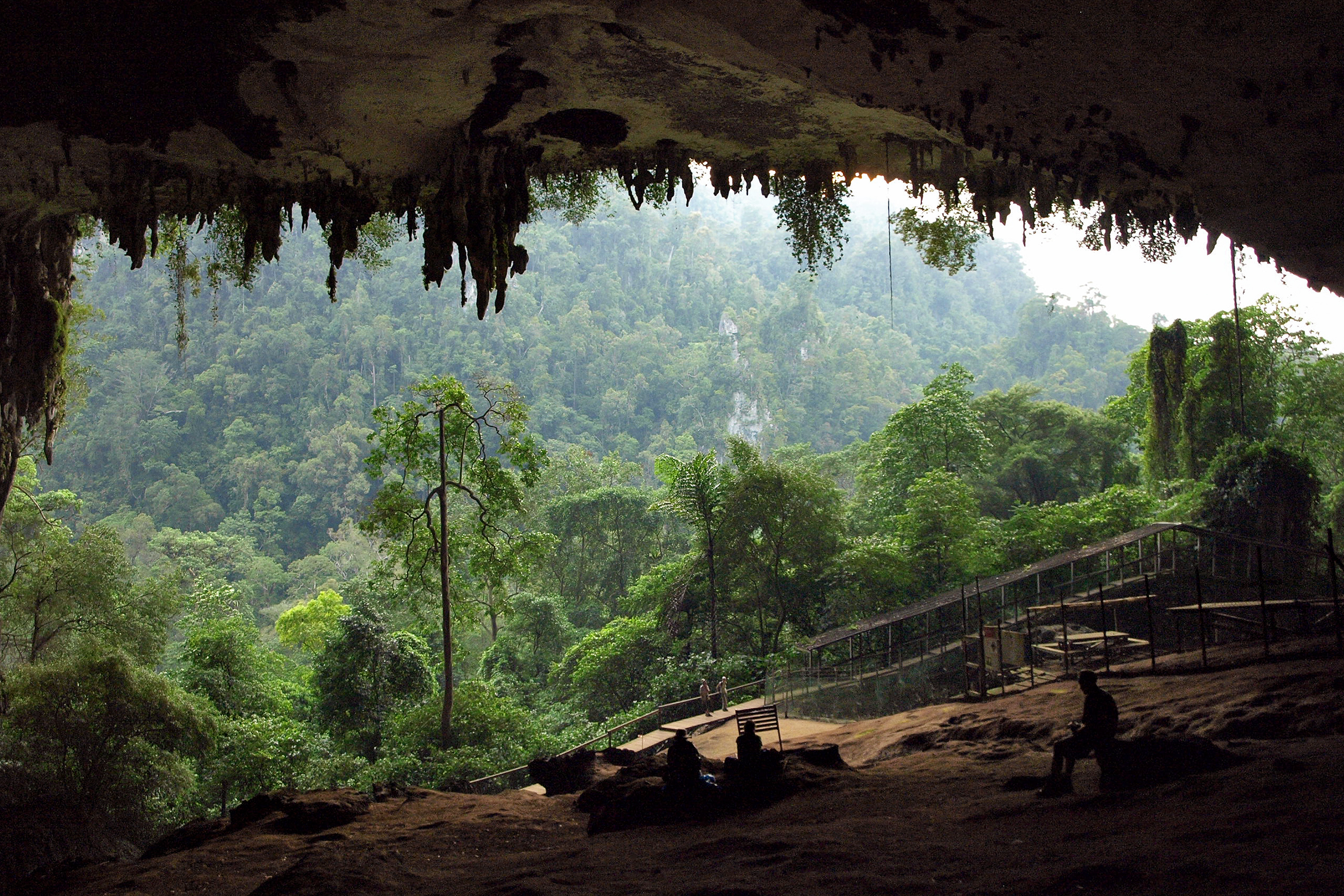
Wejście do Wielkiej Jaskini Niah

Głównym zainteresowaniem Toma i Barbary Harrissonów była archeologia i antropologia. Podjęli oni wykopaliska w zachodniej części Wielkiej Jaskini Niah. Ich najważniejszym odkryciem było to, które miało miejsce 7 lutego 1958 roku, kiedy Barbara Harrisson i jej współpracownicy odkryli ludzką czaszkę podczas prac wykopaliskowych w dolinie piekielnego rowu, na głębokości około 2,5 m poniżej pierwotnej powierzchni gruntu.

## Dalsze życie
Barbara Harrisson przeszła na emeryturę w 1987 roku i wycofała się do swojego dziewiętnastowiecznego domu na wzgórzu w Jelsum, wiosce niedaleko Leeuwarden. W 2000 roku Barbara  ponownie zaangażowała się w badania w Niah, które zostały wznowione przez Uniwersytet w Leicester we współpracy ze stanem Sarawak. Razem z angielskim doktorantem przeglądała całe archiwum wykopaliskowe, które w międzyczasie ponownie stało się dostępne. W 2005 roku, przekroczywszy osiemdziesiątkę, była gościem honorowym na sympozjum poświęconym nowym wykopaliskom w Cambridge. W dniu swojego powrotu do domu, z powodu zawału serca, trafiła do szpitala. Po kilku dniach pozwolono jej wrócić do domu promem. W swoich ostatnich latach życia w Jelsum pracowała nad swoją historią rodzinną. Ze względu na pogarszający się wzrok, jej własne wspomnienia pozostały nieukończone.  26 grudnia 2015 roku, w wieku 93 lat, Barbara Harrisson zmarła w swoim domu w wyniku drugiego zawału serca.

## Nagrody i tytuły honorowe
- 1973:Tytuł honorowy doktora przyznany przez Uniwersytet Tulane w Stanach Zjednoczonych za jej działania na rzecz ochrony przyrody.
- 1975: Nagroda Lauristona Sharpa za doskonałość naukową.[7]